# جیجاق گلوسفید
جیجاق گلوسفید (نام علمی: Cyanolyca mirabilis) نام یک گونه از سرده کبودجیجاق‌های کوچک است.